# Kieran Gibbs
Kieran James Ricardo Gibbs (født 26. september 1989 i London, England) er en engelsk fodboldspiller, der spiller som forsvarsspiller i den engelske Premier League-klub West Bromwich.

## Klubkarriere
Gibbs har, kun afbrudt af et lejeophold hos Championship-klubben Norwich City i 2008, spillet hele sin seniorkarriere hos Arsenal F.C., Udlejningen til Norwich var en beslutning manager Arsène Wenger traf, med det formål af give Gibbs førsteholdserfaring. Under lejemålet spillede han syv kampe.
Efter sin hjemkomst til Arsenal har Gibbs fået mere spilletid for "The Gunners". Han bliver stadig fortrinsvis brugt på reserveholdet, men har fået flere kampe i ligacuppen. Desuden fik han den 10. december 2008 debut i Champions League i en udekamp mod portugisiske Porto. Hans ilddåb kom dog i Nord-London derbyet mod arvefjenderne Tottenham den 8. februar 2009, hvor han fik sin Premier League-debut som indskifter for Gaël Clichy.
Gibbs startede den første hjemmekamp i 2009–10 sæsonen i 4-1 sejren over Portsmouth på grund af skade til førstevalgs venstrebacken Clichy. Han fortsatte de næste par uger som den foretrukne venstre back, men pådrog sig en skade under Arsenals 2-0 sejr i Champions League over Standard Liège, der holdt ham ude resten af sæsonen. Siden har han udviklet sig til en regulær førsteholdsspiller og satte prikken over i'et ved at score en fantastisk helflugter i F.A. Cuppen mod Swansea.

## Landsholdskarriere
Gibbs har (pr. april 2018) spillet ti kampe for Englands landshold. Den 11. august 2010 fik Gibbs sin debut imod Ungarn i en venskabskamp.
Gibbs har spillet flere kampe for de engelske ungdomslandshold, som han har repræsenteret på både U-19, U-20 og U-21-niveau. For U-21 landsholdet er Gibbs blevet brugt længere oppe ad banen, som en venstresidet midtbanespiller/winger, hvor han også spillede tidligere i karrieren.

## Titler
FA Cup
- 2014 med Arsenal F.C.

Community Shield
- 2014 med Arsenal F.C.

## Karrierestatistik
Oversigten er opdateret til og med 17. juli 2010
| Klub               | Sæson        | Liga  | Liga | Liga    | FA Cup | FA Cup | FA Cup  | Ligacup | Ligacup | Ligacup | Europa | Europa | Europa  | Total | Total | Total   |
| Klub               | Sæson        | Kampe | Mål  | Assists | Mål    | Mål    | Assists | Kampe   | Mål     | Assists | Kampe  | Mål    | Assists | Kampe | Mål   | Assists |
| ------------------ | ------------ | ----- | ---- | ------- | ------ | ------ | ------- | ------- | ------- | ------- | ------ | ------ | ------- | ----- | ----- | ------- |
| Arsenal            | 2007–08      | 0     | 0    | 0       | 0      | 0      | 0       | 2       | 0       | 1       | 0      | 0      | 0       | 2     | 0     | 1       |
| Norwich City (lån) | 2007–08      | 7     | 0    | 0       | 0      | 0      | 0       | 0       | 0       | 0       | 0      | 0      | 0       | 7     | 0     | 0       |
| Arsenal            | 2008–09      | 8     | 0    | 0       | 6      | 0      | 1       | 3       | 0       | 1       | 4      | 0      | 0       | 21    | 0     | 2       |
| Arsenal            | 2009–10      | 3     | 0    | 0       | 0      | 0      | 0       | 2       | 0       | 0       | 2      | 0      | 1       | 7     | 0     | 1       |
| Career total       | Career total | 18    | 0    | 0       | 6      | 0      | 1       | 7       | 0       | 2       | 6      | 0      | 1       | 37    | 0     | 4       |

## Fodnoter
1. ↑  "Kieran Gibbs". TheFA.com. Arkiveret fra originalen 20. august 2010. Hentet 17. juli 2010. (engelsk)
2. ↑  "Gibbs to miss rest of the season". Arsenal.com. Arkiveret fra originalen 24. januar 2010. Hentet 17. juli 2010. (engelsk)
3. ↑  "Match Report: U21 Euro 2011 Qualifier England v. Macedonia". epltalk.com. Arkiveret fra originalen 12. december 2009. Hentet 17. juli 2010. (engelsk)
4. ↑  "Kieran Gibbs". Soccernet. Arkiveret fra originalen 27. maj 2012. Hentet 17. juli 2010. (engelsk)